# 南迦巴瓦峰

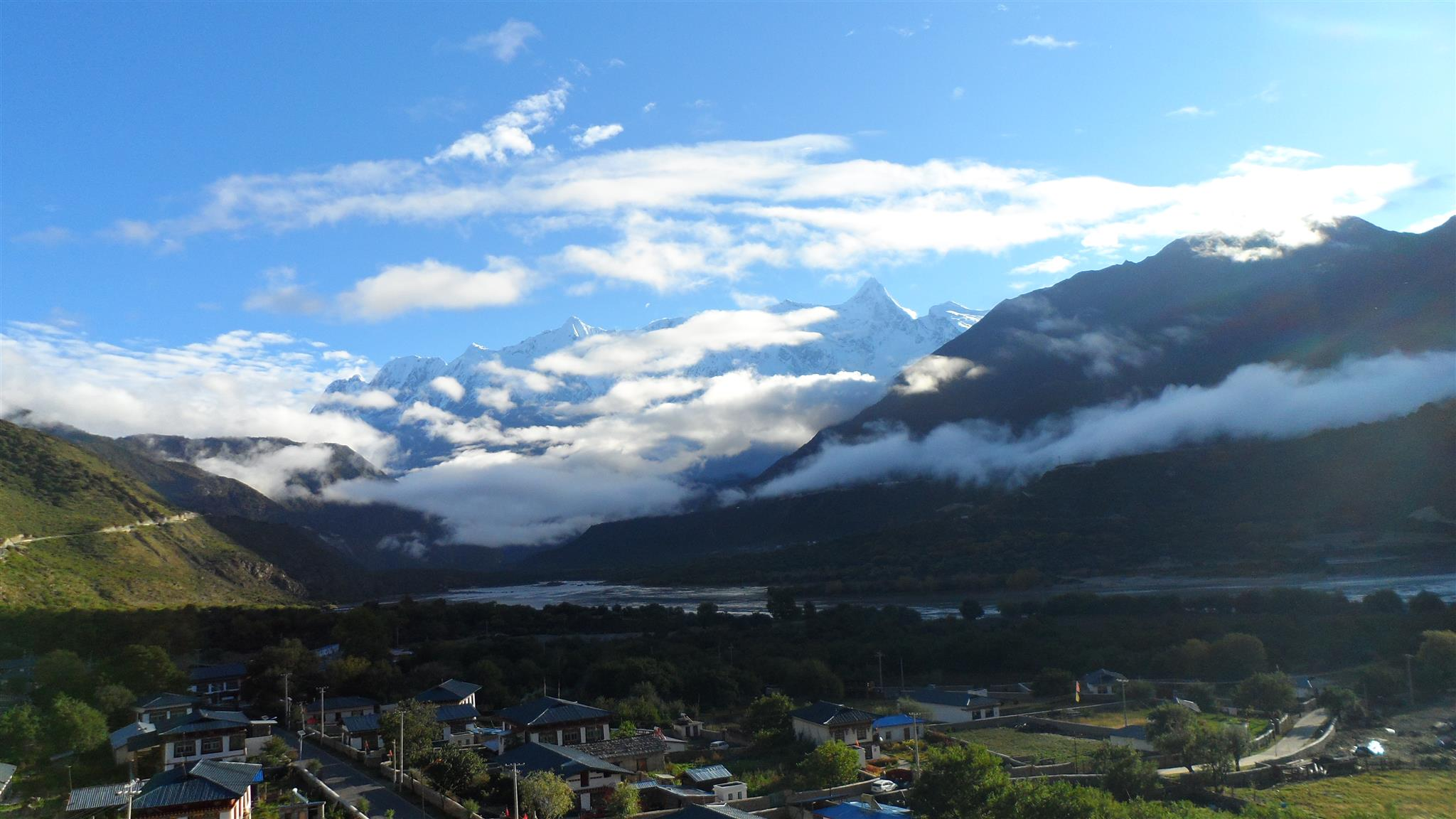
林芝市的南迦巴瓦峰

南迦巴瓦峰（藏語：གནམས་ལྕགས་འབར་བ།，威利转写：gnam lcags 'bar ba，藏语拼音：Namjagbarwa），是中国西南部的一座山峰，位于喜马拉雅山脉东端、西藏自治区林芝市米林市墨脱县交界地带，海拔7,782米，也是世界所有高度超过7,600米的山峰中位置最靠近东方的。南迦巴瓦峰曾被《中国国家地理》杂志评为“中国最美十大名山”第一名，近年来日益受到旅游者关注。南迦巴瓦在藏语中有多种解释，但是“直刺天空的长矛”目前被多数人认可。这个名字来源于藏族长篇史诗《格萨尔王传》中的“门岭一战”，在诗史中将南迦巴瓦峰描绘成状若“长矛直刺苍穹”。南迦巴瓦峰是苯教的圣地，同时也被称为西藏的众山之父。由于恶劣的攀登环境，南迦巴瓦峰一直无人登顶成功，直到1992年，才有登山队成功登顶。

## 地理位置
南迦巴瓦峰位于雅鲁藏布江大拐弯的南侧，和北侧一座7000米以上的山峰加拉白垒峰隔江相对。峰顶终年积雪，在每年4月至10月的雨季里云雾缭绕。地震、山崩、雪崩、泥石流频繁。

## 歷史事件
- 1950年－發生過規模里氏8.8级的墨脱大地震，雅魯藏布江曾被堵斷流。
- 1976年位於巴基斯坦喀喇崑崙山脈7,795米的巴托拉峰被登頂後，南迦巴瓦峰成為當時世界上最高的未被登頂過山峰。[4]

- 1992年10月30日12时零9分，中日联合登山队11名队员登上南迦巴瓦峰。这也是人类唯一一次登上该峰。中方队员加布、次仁多吉、边巴扎西（Ａ组），桑珠、达穷、大齐米（Ｂ组）；日方队员山本一夫、青田浩、山本笃（Ａ组），三谷统一郎、佐藤正伦（Ｂ组）。重广恒夫登至7250米处，因体力不支而放弃登顶。